# 容县专区
容县专区，中华人民共和国广西省已撤消的行政区，在今广西壮族自治区东部。1951年设置，专员公署驻容县。辖原鬱林专区所属鬱林、兴业、陆川、北流、博白5县；原梧州专区所属容县、苍梧、桂平、藤县、岑溪、平南6县。容县专区辖11县。
1952年，贵县由宾阳专区划入；博白县划归钦州专区。1953年，撤销兴业县，并入鬱林、贵县2县。1955年，博白县从钦州专区划回容县专区。1956年，鬱林县改为玉林县。
1958年，撤销容县专区；玉林、桂平、平南、容县、北流、陆川、博白、贵县8县划归玉林专区；苍梧、岑溪、藤县3县划归梧州专区。